# ملانفس (شهر)
ملانفس (به ترکمنی: Mollanepes adyndaky şäherçe، موْلّانپس آدیٛنداقیٛ شأهرچه، «شهرک به نام ملانفس») یک شهرک در ترکمنستان است که در ولایت مرو واقع شده‌است.